# Helius distinervis
Helius distinervis är en tvåvingeart som beskrevs av Alexander 1940. Helius distinervis ingår i släktet Helius och familjen småharkrankar.
Artens utbredningsområde är Panama. Inga underarter finns listade i Catalogue of Life.